# スピード太郎
『スピード太郎』（スピードたろう）は、宍戸左行による児童漫画。構図やカットに映画的手法を取り入れた、昭和時代のストーリー漫画におけるテクニックの先駆として知られる。

## 概要
『スピード太郎』は、1930年12月に読売新聞の日曜版の付録『読売サンデー漫画』で連載開始、途中で『よみうり少年新聞』に移り、1934年2月に連載終了。全113ページ。1935年に箱入りで多色刷りの豪華な単行本が第一書房から出た。
クマとサルを仲間にして、山や船上などさまざまな舞台で悪党と渡り合う少年「太郎」の活躍が描かれる。スキー板を頭につけて逆さになって滑ったり、敵を追うために秘密基地から垂直離着陸機を飛ばすなど、太郎らの滑稽なアクションと空想科学的な小道具が全編にわたって描かれている。
この漫画は、クローズアップ、ロングショットなど、映画的な構図・構成・視点変化を取り入れた、これまでの日本漫画に見られない手法が使われた。例えば、太郎を高所に吊り上げているロープを悪党が切ろうとするシーンでは、吊り上げられた太郎とその下の地面を俯瞰で描いたあと、下からロングショットで太郎を小さく描いて、高所の恐怖感を煽る。そして、ピンと張ったロープに悪党のナイフが当てられている様子をクローズアップで描き、緊迫感を出している。
本作の成功をきっかけに、児童漫画および児童向け絵物語の新聞連載が盛んになり、昭和初期の漫画・絵物語流通において新聞が大きな役割を果たすようになった。

## ストーリー
ドルマニア国は盗みもいとわず世界中の金貨を集めていた。これを偶然知った太郎は、ドルマニアの一味に狙われる。逃げつ追われつを繰り返したすえに太郎は捕まり、ドルマニアに連れて行かれる。太郎は死刑を言い渡されるが、ドルマニア国の姫に助けられる。
その夜、貧乏な隣国クロコダイアが、ドルマニアを脅迫するため姫を誘拐する。太郎は姫を救いだし、王様から信頼されて陸軍大佐に任命される。まもなく、ある伯爵がクロコダイアへの報復を主張するが、太郎たちに反対される。この伯爵こそ、金貨集めの首謀者だった。
伯爵は謀反をおこし、王様と姫を監禁して、みずから王様になろうとする。伯爵はクロコダイアに戦争を仕掛けるが、太郎の活躍もあり、負けてしまう。国外へ逃亡した伯爵はギャングを結成し、ドルマニアの王冠を盗む。太郎は王冠を取り返し、伯爵を罠にはめて捕まえる。平和をもたらした太郎は、姫から宝石をもらって日本へ帰る。